# Bivolari (okręg Jassy)
Bivolari – wieś w Rumunii, w okręgu Jassy, w gminie Bivolari. W 2011 roku liczyła 2217 mieszkańców.